# 한국철도공사 200000호대 간선 전기 동차
한국철도공사 200000호대 간선 전기 동차(幹線電氣動車) 또는 TEC(Trunk line Electric Car)는 2008년 도입된 간선 전기 동차이다. 1974년 이후 대한민국의 철도 차량으로는 32년 만에 일본 히타치 제작소에서 제작을 수주하였다. 2개 편성이 중부내륙순환열차로 개조되었으며, 태백선 열차 충돌 사고로 인해 1편성이 폐차되어, 1편성이 해당 열차로 운행되었다. 총 4량 8개 편성(32량)이 도입되었고, 현재 7개 편성(28량)이 운행하고 있다.

## 역사
2003년에 무궁화호 객차가 마지막으로 도입된 이후, 한국철도공사에서는 무궁화호를 2020년경까지 친환경 전기동차로 모두 대체한 계획을 수립했다. 2006년 12월 현대로템과 히타치 제작소 등의 회사가 입찰에 참여했는데, 당시 대한민국에서 철도 차량 제작을 독점하던 현대로템이 아니라 히타치 제작소에서 수주했다. 2007년 초에 계약이 이루어져, HEMU(Hitachi Electric Multiple Unit) 또는 ‘온양선 32량 사업’이라는 형태로 알려졌다. 히타치 제작소에서 제작한 구체, 전장품, 대차를 2008년 3월 대한민국으로 이송하여, SLS중공업 창원공장에서 공조기기, 열차정보제어장치, 신호기기, 보조전원장치, 제동장치를 만들어 조립하였다.
2008년 여름 차량을 인도하여 같은 해 12월 15일 수도권 전철 1호선 연장 개통과 함께 운행을 시작할 예정이었으나, 미국발 금융위기로 인한 엔고 현상이 발생하여 외화로 지불할 차량 인도금이 계약 당시보다 2배 이상 증가하여 2009년 1월 차량 인도가 시작됐다. 2009년 1월 9일 첫 편성이 출고됐고, 2월 6일부터 시운전을 시작했다. 2009년 6월 1일부터 누리로로 운행을 시작했다.

## 기술적 사양

### A-Train 기술의 적용
히타치 제작소에서는 1999년부터 알루미늄을 이용한 차량 구체설계방법으로 A-Train이라는 설계개념을 적용하고 있다. 이는 기본적인 구체는 알루미늄 더블스킨 구조를 사용하여 FSW 용접 공법을 사용하며 특히 차량의 용도에 맞춰 모듈화된 설계를 적용하기 때문에 설계비용 및 제작비용의 절감을 꾀하고 있다.

### 140km/h 급전동차
대차는 일본에서 이미 많은 수가 사용되고 있는 링크암 방식 경량 볼스터리스 대차 KH-221을 사용하고 있다. 140km/h 준고속 성능을 확보하기 위해 제동장치는 차륜디스크 방식을 채택하고 있으며 요댐퍼를 설치하였다. 집전장치는 한국철도공사 8200호대 전기 기관차와 동일한 싱글암 집전장치를 사용하며 제어기기는 히타치사의 IGBT소자를 사용하는 2레벨 컨버터/인버터를 사용해 제어기기 2개의 전동기를 제어하는 1C2M방식을 채택하고 있고 완전 전기제동이 가능하다. 제동장치는 유진기공, 보조전원장치는 우진산전, 공조기기는 남지공조가 공급하였고 열차정보제어장치에는 우진산전의 TCMS를 채용하여 운전실에는 원핸들 마스콘을 채택하고 있다.

### 실내 구성
실내는 한국철도공사에서 주문하여 히타치 제작소에서 공급한 시트를 사용하고 있고 전체적인 시트 폭과 피치는 무궁화호보다 약간 넓으며 중간 팔걸이 및 테이블을 갖추고 있으며 대한민국인의 체형에 맞게 설계되었다. 실내 냉난방 및 공기정화를 관리하는 HVAC를 처음으로 채택하였고 LCD 모니터를 사용하는 TV 방송기기를 갖추고 있다(본래는 코레일 마크만 띄웠었지만, 현재는 영상을 띄우고 있다). 또한 선두차 운전실과 객실간의 벽을 전기적 효과에 의해 투명하게 할 수 있는 불투명 유리를 채택하였으나, 평소에는 흐리게 해 두고 다닌다. 열차 내 화장실, 세면대 설비는 있으나 식당차나 카페객차, 식음료 자동판매기 설비는 차량의 공간이 좁아 설치하지 않았다.

### 저상, 고상 승강장 겸용
저상홈과 고상홈 모두에서 승하차가 가능하도록 유압식 리프트 장치를 탑재했고, 배리어 프리를 위해 2호차는 장애인 탑승용 경사로 장치를 탑재했다. 승강구 차내 부분에 노란색으로 표시된 부분 안쪽에 저상홈 정차 시 계단이 내려가도록 된 부분에 센서가 있어 저상홈 정차 시 장애물이 있을 경우 내려가지 않고, 출입문을 닫을 때도 승객이 서있으면 계단을 올리고 출입문을 닫을 수 없다. 한편, 일반적인 통근형 전동차와 차량 길이가 다르고, 스크린도어와 문의 위치가 달라서 스크린도어가 설치된 승강장에서는 여객 취급이 불가능하다.

### 편성
편성은 제어기기, 전동기, 보조전원장치 등이 탑재되는 제어차인 Mc, 팬터그래프, 주변압기, 공기압축기등이 탑재되며 장애인 대응시설 및 수유실이 설치된 T1, 공기압축기, 축전지함이 탑재된 T2차량으로 구성되어 있으며 선두부에 장비된 전공일체 자동병결장치를 통해 중련운행이 가능하다.
| 객차번호 | 설치된 전장품                        |
| -------- | ------------------------------------ |
| 20XX51   | Mc(제어기기, 전동기, 보조전원장치)   |
| 20XX01   | T1(팬터그래프, 주변압기, 공기압축기) |
| 20XX02   | T2(공기압축기, 축전지함)             |
| 20XX52   | Mc(제어기기, 전동기, 보조전원장치)   |

이러한 차량 번호 체계는 KTX의 것과 통일시키기 위한 것으로, 십만 단위의 2는(고속용이 아닌) 일반 여객용 전동차량을 나타낸다. 현재 간선 전기 동차에서만 200000번대를 사용한다.

### 1421+1501, 1426+1512열차 운행시 측면안내 게시기 작동 중단
1421+1501, 1426+1512열차 운행시 측면안내 게시기 작동이 중단되고 하단 행선판 꽂는 방식으로 운영하였다

## 배속
현재 7개 편성이 강릉차량사업소에 소속되어 있다.
- 01호기 ~ 02호기, 04호기 ~ 08호기: 강릉차량사업소, 4량

## 현황
총 32량이 도입되었다. 이 중 사고로 인해 폐차된 03호기 4량을 제외하고는 28량이 운행 중이다. 또한 현재 운행 중인 차량은 가독성을 높이기 위해 굵은 글씨로 표시했다.
복잡한 편성 번호 대신 간단한 호기 번호를 기재했다.
| 차호    | 도입 시기 | 운행 중단 시기 | 비고 |
| ------- | --------- | -------------- | --- |
| 01 호기 | 2009년    | 운행 중        | |
| 02 호기 | 2009년    | 운행 중        | 코레일톡 객실내 미리보기 촬영차량 |
| 03 호기 | 2009년    | 2014년         | 중부내륙순환열차 개조 차량 2014년 7월 22일 발생한 태백선 열차 충돌 사고로 1, 2호차에 충격이 가해져 객차가 함몰되고 대차, 언더프레임이 파손되어 2014년 8월 15일 폐차, 나머지 3, 4호차는 2021년 1월 14일에 폐차됐다. |
| 04 호기 | 2009년    | 운행 중        | |
| 05 호기 | 2009년    | 운행 중        | |
| 06 호기 | 2009년    | 운행 중        | |
| 07 호기 | 2009년    | 운행 중        | |
| 08 호기 | 2009년    | 운행 중        | 중부내륙순환열차 → 동해산타열차 개조 차량 2013년 8월 12일부터 2020년 8월 19일까지 폐차된 3호기와 함께 중부내륙순환열차로 운행                                                                                      |

## 사진

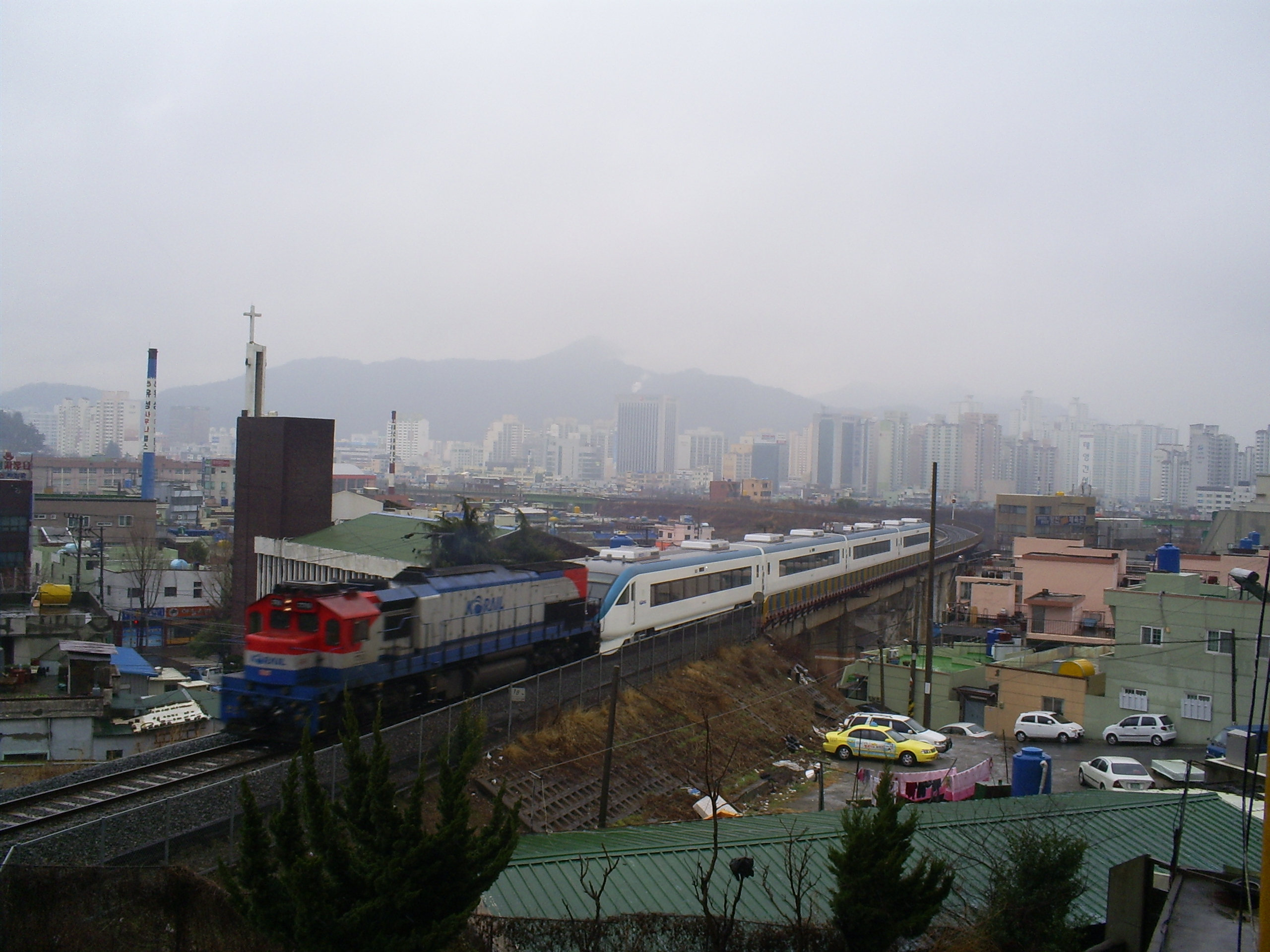
갑종 회송 중인 간선 전기 동차
시운전 중인 간선 전기 동차
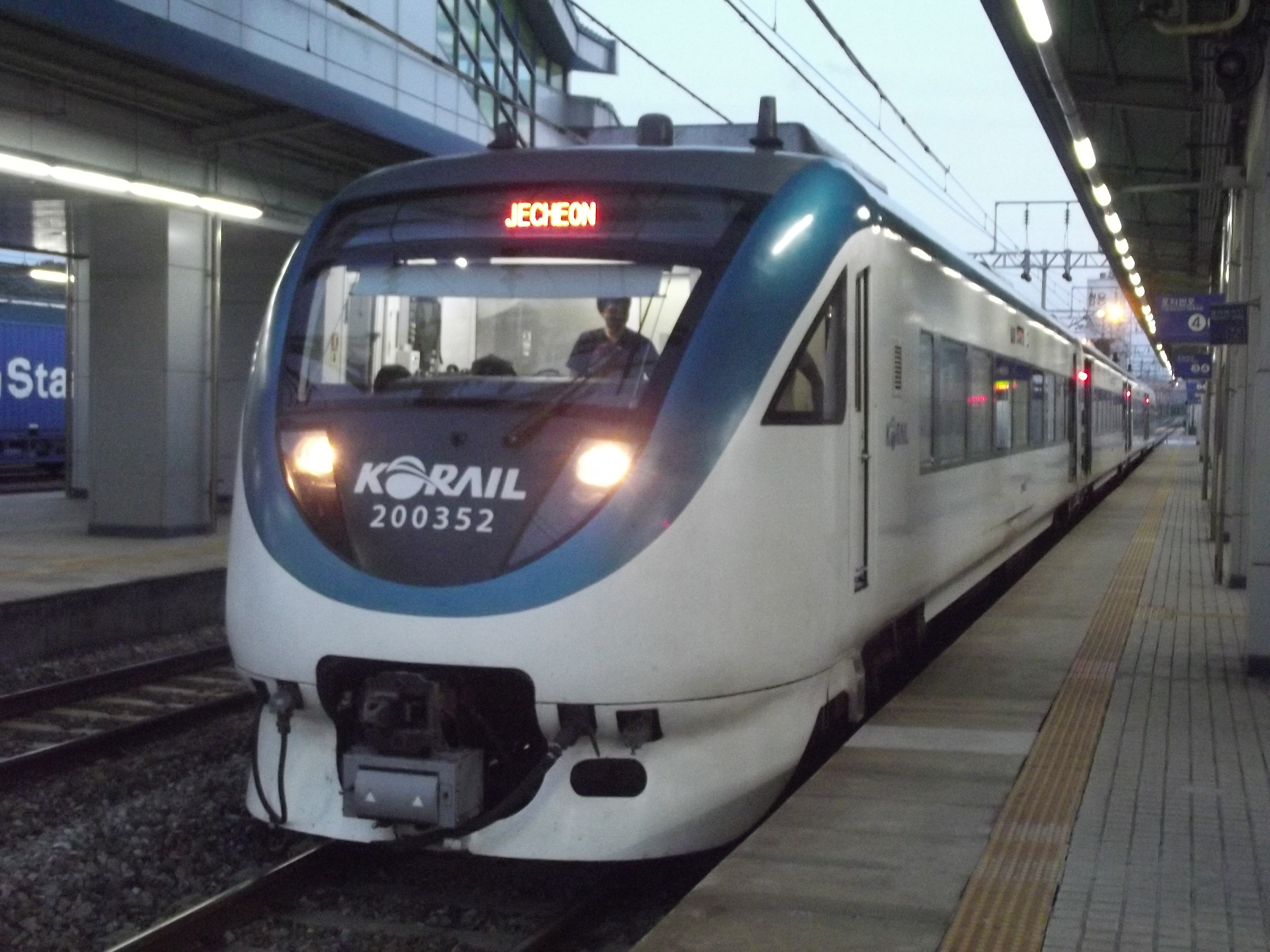
충북선에서 운행하는 간선 전기 동차 (2013년 개조 후 2014년 2량 파손)
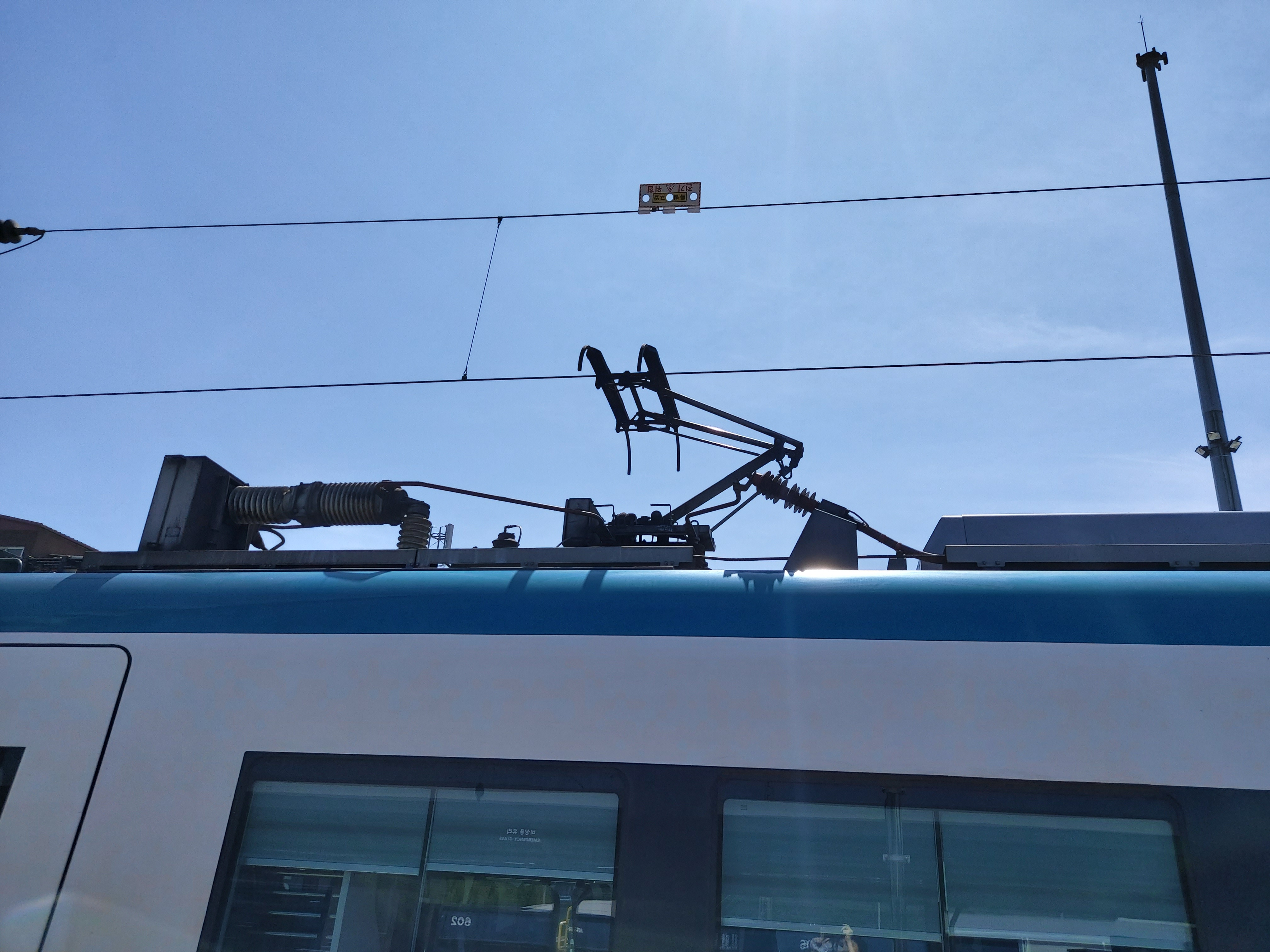
간선 전기 동차 팬터그래프
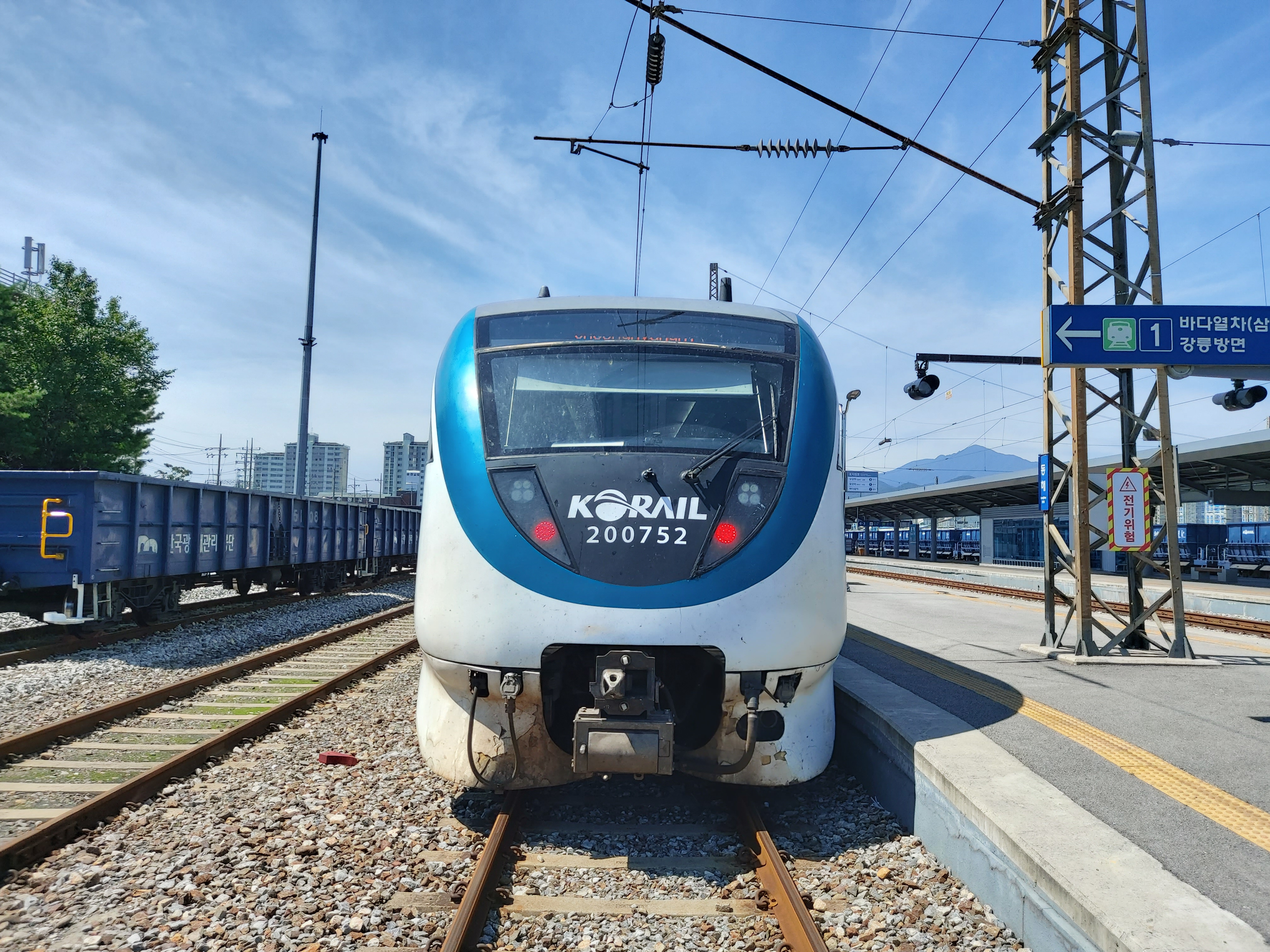
간선 전기 동차 전면 모습(2020년 7월 31일)
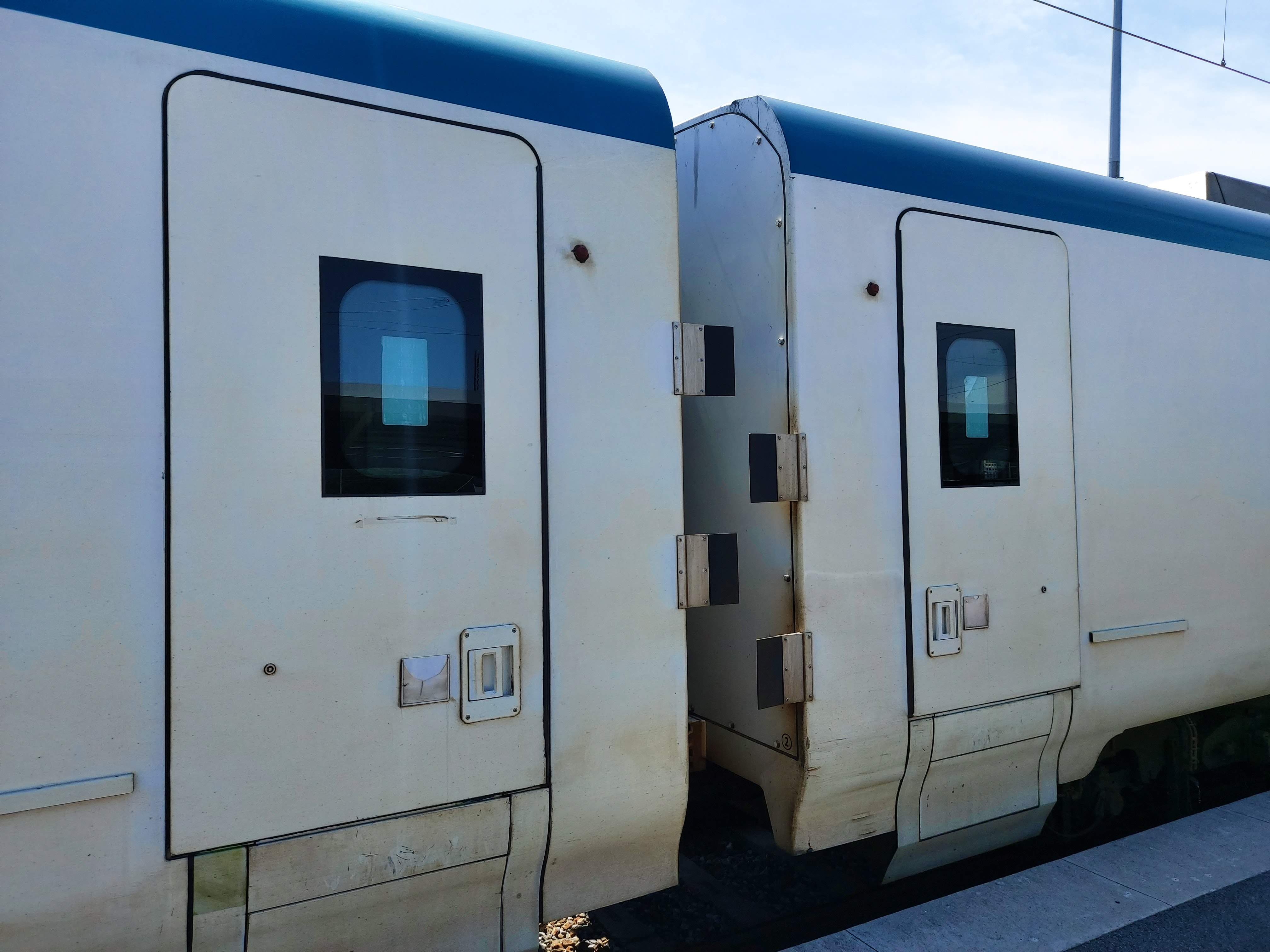
간선 전기 동차 출입문
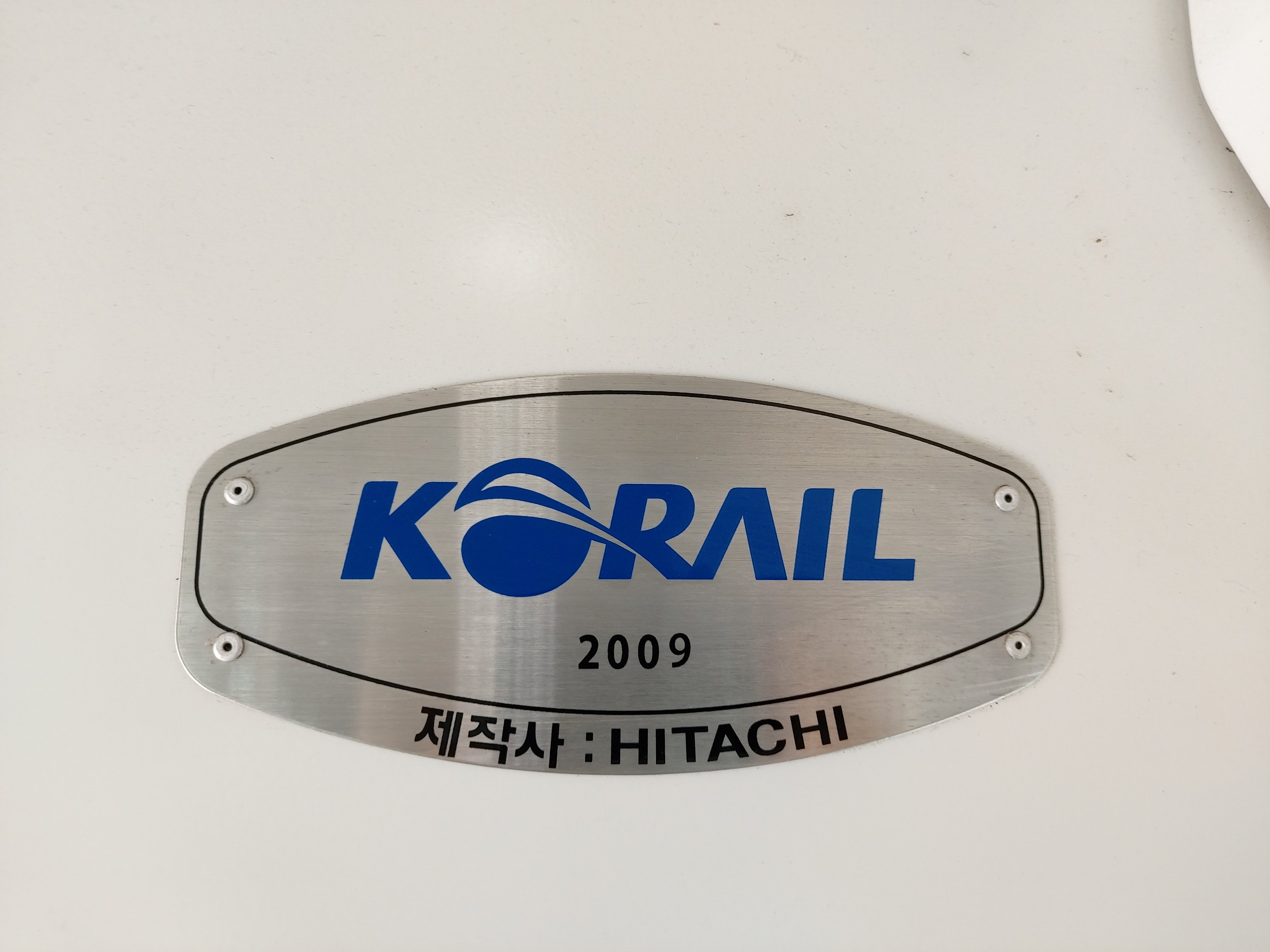
제작사와 제조연도
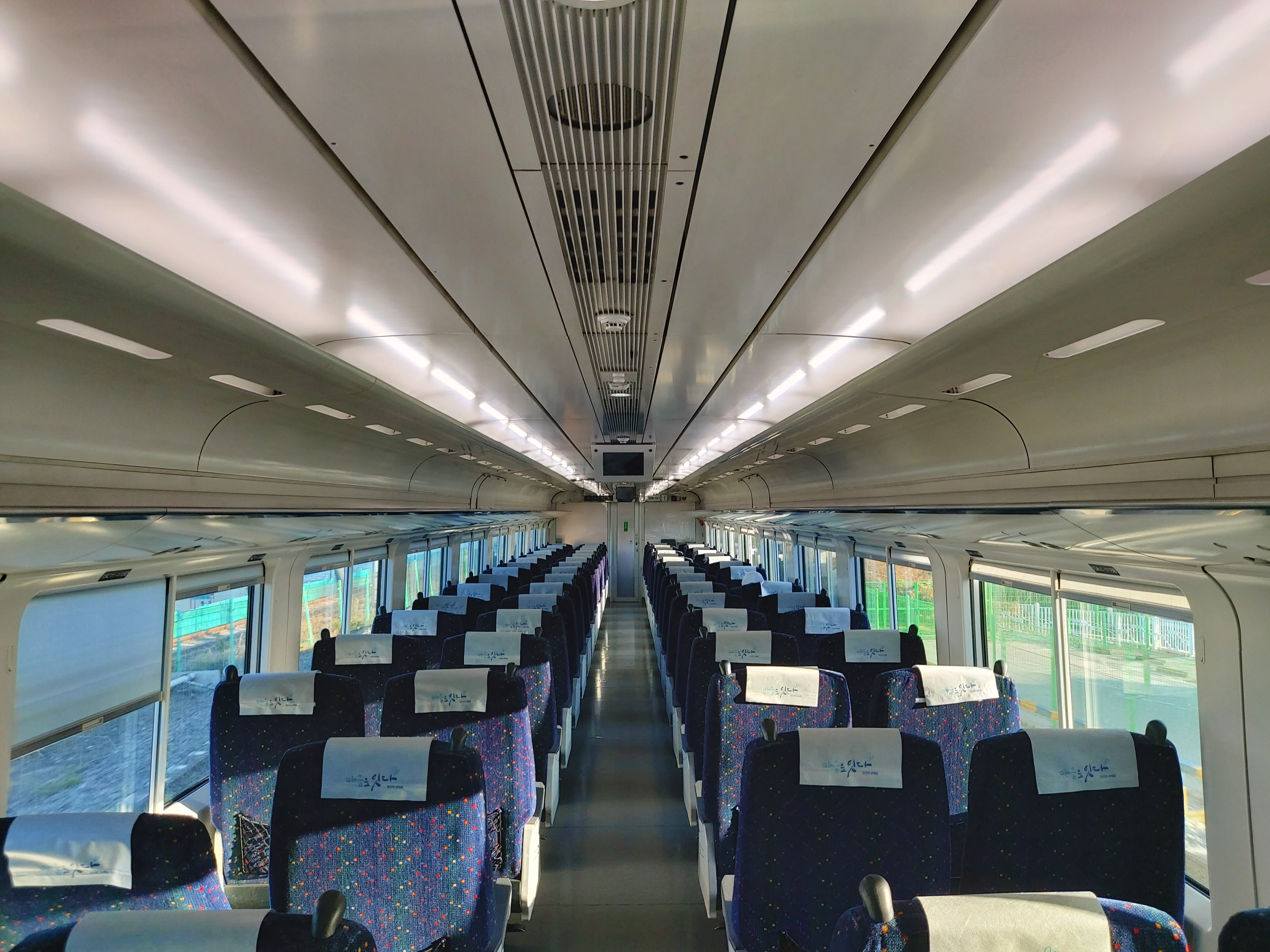
일반실 모습 1호차(2021년 1월 26일-영동선)
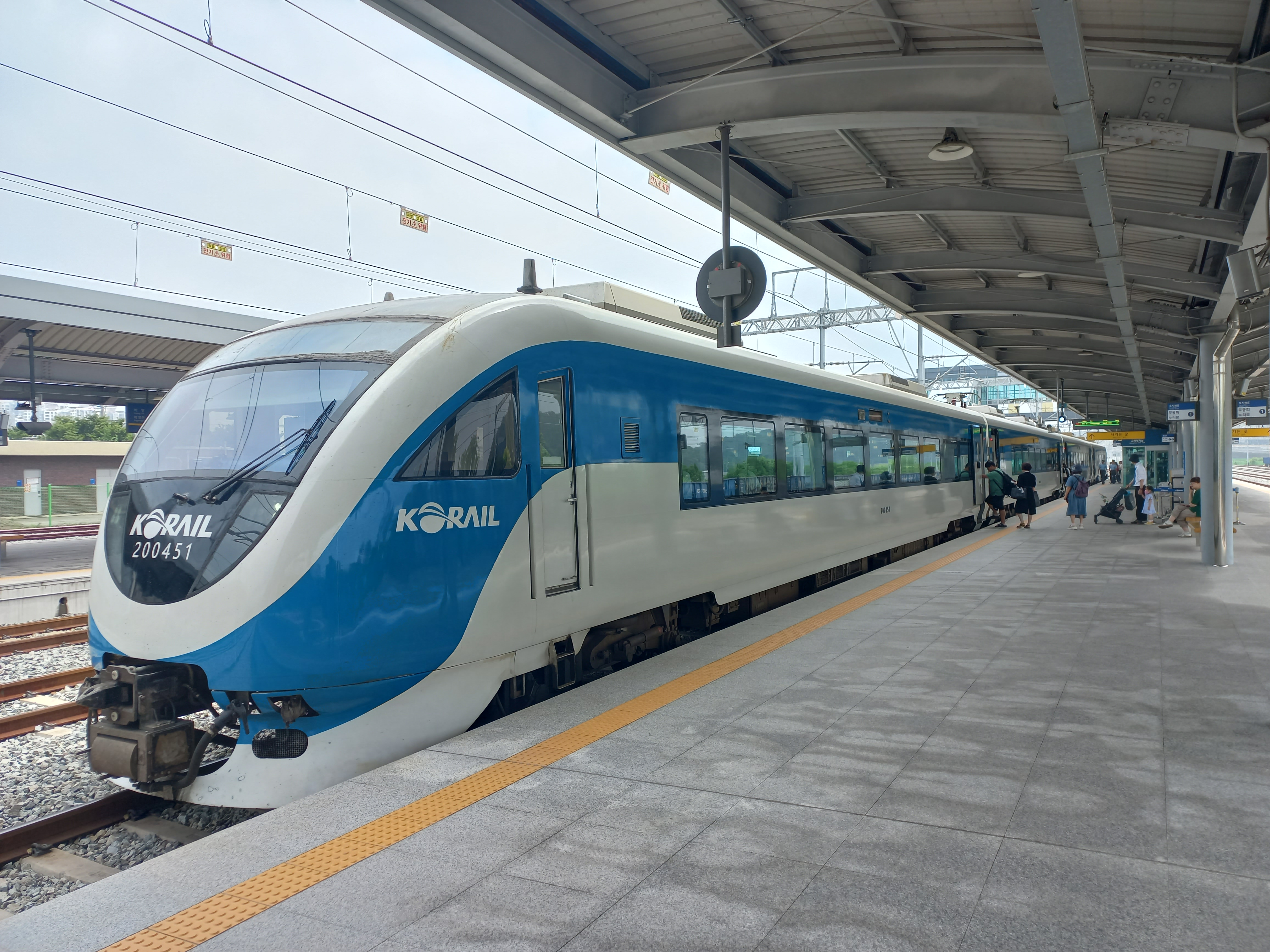
동해선에서 운행하는 04호기 (2023년)

## 사고
2014년 7월 22일 태백선 문곡역 부근에서 한국철도공사 8200호대 전기 기관차 8266호와 중부내륙순환열차로 운행 중인 03호기가 충돌하였다. 이 사고로 03호기가 사고의 충격으로 크게 파손되어 폐차되었다.